# جمال زیدان
جمال زیدان (انگلیسی: Djamel Zidane؛ زادهٔ ۲۸ آوریل ۱۹۵۵) یک بازیکن فوتبال اهل الجزایر است.

## باشگاهی
از باشگاه‌هایی که در آن بازی کرده‌است می‌توان به باشگاه فوتبال اتحاد الجزایر و خنک اشاره کرد.

## تیم ملی
وی عضو تیم ملی فوتبال الجزایر در جام جهانی فوتبال ۱۹۸۲ و ۱۹۸۶ بوده است.